# Pseudexostoma yunnanense
Pseudexostoma yunnanense är en fiskart som först beskrevs av Tchang, 1935.  Pseudexostoma yunnanense ingår i släktet Pseudexostoma och familjen Sisoridae. Inga underarter finns listade i Catalogue of Life.